# Eren Dinkçi
Eren Sami Dinkçi (Bremen, 13 december 2001) is een Duits-Turks voetballer die doorgaans speelt als spits. In juli 2024 verruilde hij Werder Bremen voor SC Freiburg.

## Clubcarrière
Dinkçi speelde in de jeugd van SC Borgfeld en werd in 2019 opgenomen in de opleiding van Werder Bremen, dat hem eerst nog een jaar verhuurde aan zijn oude club. Zijn debuut voor Werder Bremen maakte hij op 19 december 2020, op bezoek bij FSV Mainz 05. Van coach Florian Kohfeldt mocht de aanvaller vijf minuten voor tijd invallen voor Romano Schmid. Op dat moment was er nog niet gescoord. In de blessuretijd opende de debutant de score op aangeven van Tahith Chong. Door zijn doelpunt werd de wedstrijd met 0–1 gewonnen. In zijn eerste seizoen in de hoofdmacht degradeerde de club naar de 2. Bundesliga. Hier was een tweede plek genoeg om weer te promoveren. Richting het einde van de jaargang verlengde Dinkçi zijn contract met twee seizoenen.
Voorafgaand aan het seizoen 2023/24 werd Dinkçi verhuurd aan 1. FC Heidenheim. Bij Heidenheim miste de aanvaller één wedstrijd door een schorsing, verder begon hij alle competitieduels in de basis. Tijdens deze drieëndertig wedstrijden was hij goed voor tien doelpunten. In april 2024 kwamen Werder Bremen en SC Freiburg een transfer van Dinkçi overeen in de daaropvolgende zomer. Voor een bedrag van circa vijf miljoen euro verkaste hij naar Freiburg.

## Clubstatistieken
| Seizoen | Club               | Competitie    | Competitie | Competitie | Beker | Beker | Internationaal | Internationaal | Totaal | Totaal |
| Seizoen | Club               | Competitie    | Wed.       | Dlp.       | Wed.  | Dlp.  | Wed.           | Dlp.           | Wed.   | Dlp.   |
| ------- | ------------------ | ------------- | ---------- | ---------- | ----- | ----- | -------------- | -------------- | ------ | ------ |
| 2020/21 | Werder Bremen      | Bundesliga    | 8          | 1          | 2     | 0     | —              | —              | 10     | 1      |
| 2021/22 | Werder Bremen      | 2. Bundesliga | 21         | 0          | 1     | 0     | —              | —              | 22     | 0      |
| 2022/23 | Werder Bremen      | Bundesliga    | 17         | 0          | 1     | 0     | —              | —              | 18     | 0      |
| 2023/24 | → 1. FC Heidenheim | Bundesliga    | 33         | 10         | 1     | 1     | —              | —              | 34     | 11     |
| 2024/25 | SC Freiburg        | Bundesliga    | 3          | 0          | 0     | 0     | —              | —              | 3      | 0      |
| Totaal  | Totaal             | Totaal        | 82         | 11         | 5     | 1     | 0              | 0              | 87     | 12     |

Bijgewerkt op 22 september 2024.